# Podejrzenie (film 1991)
Podejrzenie, inaczej W kręgu podejrzeń (ang. Under Suspicion) – brytyjsko-amerykański dreszczowiec w stylu noir z 1991 roku, według scenariusza i w reżyserii Simona Moore’a.
Odtwórca głównej roli, Liam Neeson otrzymał nagrodę w kategorii najlepszy aktor na francuskim festiwalu Cognac Festival du Film Policier w 1992 roku.

## Opis fabuły
Akcja dzieje się w Brighton w latach 50. Były policjant Tony Aaron (Liam Neeson) pracuje jako prywatny detektyw. Zajmuje się między innymi nielegalnym fabrykowaniem dowodów w sprawach rozwodowych. Używa do tego swojej żony jako przynęty. Pewnego dnia znajduje ją i klienta zamordowanych w pokoju hotelowym. Jego wcześniejszy kolega z policji, Frank (Kenneth Cranham), bada całą sprawę. Tony zostaje aresztowany i jest podejrzany o morderstwo. Pojawia się jednak dowód, który daje całej sprawie inny obrót.

## Obsada
- Liam Neeson jako Tom Aaron
- Laura San Giacomo jako Angeline
- Kenneth Cranham jako Frank
- Maggie O’Neill jako Hazel Aaron
- Alphonsia Emmanuel jako Selina
- Kevin Moore jako Barrister
- Richard Graham jako Denny
- Stephen Moore jako Roscoe
- Alex Norton jako prokurator